# Truman Show-vanföreställning
Truman show-vanföreställning är en typ av förföljelsemani, där patienter tror att deras liv är iscensatta pjäser eller dokusåpor. Begreppet myntades 2008 av bröderna Joel och Ian Gold, en psykiatriker och neurofilosof, efter filmen Truman Show från 1998. Den är inte officiellt vedertagen och är inte listad av 
Diagnostic and Statistical Manual of Mental Disorders, men kan klassas som en vanföreställning/förföljelsesjukdom. Truman-syndromet är ett liknande tillstånd. 

## Bakgrund
Filmen Truman Show från 1998 är en dramakomedi regisserad av Peter Weir, efter ett manus av Andrew Niccol. Skådespelaren Jim Carrey spelar karaktären Truman Burbank, en man som upptäcker att han lever i konstruerad verklighet som tv sänds dygnet runt. Sedan han var i livmodern, har alla personer i Burbanks liv varit betalda skådespelare. När han upptäcker sanningen om sin situation, kämpar Burbank för att hitta en utväg från de som har kontrollerat hans liv. 
Konceptet fanns dock innan filmen. Författaren Philip K. Dick har skrivit bland annat novellen Time Out of Joint från 1959, där huvudpersonen lever i en skapad värld och hans "familj" och "vänner" är betalda för att upprätthålla fantasin. Senare science fiction-noveller har upprepat temat. Ingen av dessa böcker har dock delat dokusåpaaspekten som finns i Truman Show, men de innehåller temat om en skapad värld av andra runt en person. 

### Vanföreställningar
Vanföreställningar är symptom som indikerar psykiatrisk sjukdom, i frånvaro av organiska sjukdomar. Graden av vanföreställningar varierar kraftigt, i teorin endast begränsad av den drabbades fantasi. Dock har vissa teman identifierats - bland annat förföljelse. Dessa teman har betydelse eftersom det då blir lättare att bestämma diagnos. Förföljelse-vanföreställningar kopplas vanligen till psykoser. 